# 薩哈羅韋 (別列佐夫卡區)
47°5′39″N 30°58′13″E / 47.09417°N 30.97028°E

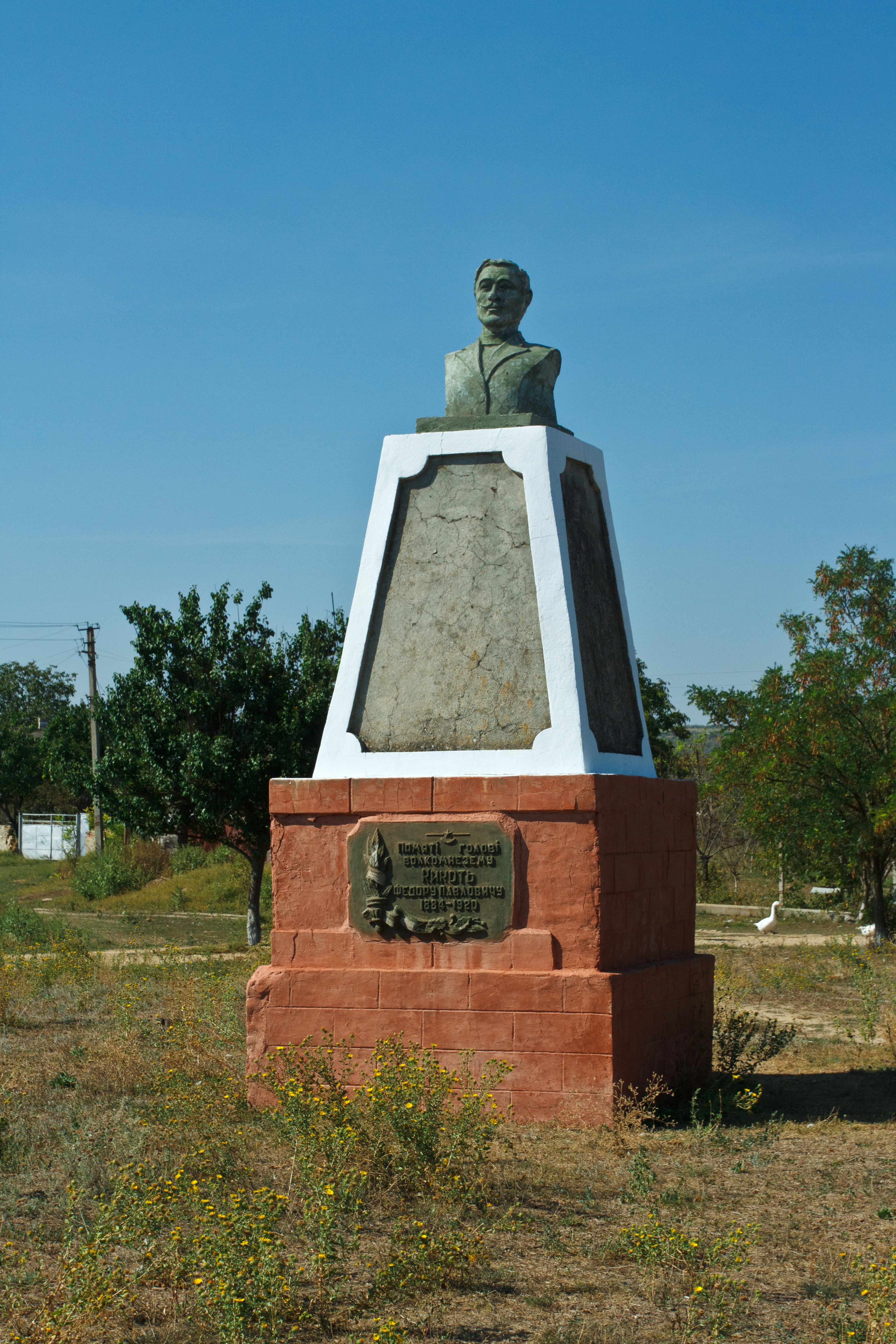

薩哈羅韋（烏克蘭語：Сахарове）是位於烏克蘭西南部的村莊，由敖德萨州贝雷济夫卡区的貝雷濟夫卡市鎮負責管轄。該村始建於1814年，面積0.77平方公里，海拔高度3米，2001年人口249，人口密度每平方公里322.12人。